# Камран Мірза Наєб ес-Салтанех
Камран Мірза Наєб ес-Салтанех (перс. کامران میرزا; 22 липня 1856 — 15 квітня 1929) — перський військовик, державний і політичний діяч, прем'єр-міністр країни за правління Мухаммеда Алі Шаха.

## Життєпис
Народився в родині принца Насер ед-Дін Шаха. У десятирічному віці виїхав до Франції, де до 1869 року навчався в Сен-Сірі.
Після повернення на батьківщину 1870 року був призначений на посаду губернатора Тегерана. Потім до 1884 року керував Казвіном, Ґіляном, Мазендераном, Демавендом, Фірузкухом, Кумом, Кашаном, Саве, Малаїром, Туйсерканом, Нехавендом, Астрабадом, Шахрудом, Бастамом, Дамганом і Семнаном. Окрім того, обіймав посаду військового міністра в кабінеті візира Мірзи Гусейн-хана Сіпахсалара.
Наприкінці квітня очолив уряд Персії, але вже за три дні був усунутий від посади.